# Чайков Йосип Мойсейович
Йосип Мойсейович Чайко́в (рос. Иосиф Моисеевич Чайков; нар. 13 грудня 1888, Київ — пом. 4 березня 1979, Москва) — російський радянський скульптор, професор; заслужений діяч мистецтв РРФСР з 1959 року.

## Біографія
Народився 1 (13) грудня 1888 року в Києві. У 1910—1913 роках навчався в Парижі у Вищій школі декоративного мистецтва та у Вищій школі красних мистецтв. У 1914 році повернувся в Росію, був мобілізований і пробув в рядах Російської імператорської армії до 1917 року. Після повернення з фронту, працював як скульптор в Києві, з 1920 жив у Москві.
В 1920—1921 та 1924—1931 викладав у Московських вищих державних художньо-технічних майстернях.
1979 року нагороджений золотою медаллю Академії мистецтв СРСР.
Помер в Москві 4 березня 1979 року. Похований на Донському кладовищі, поруч з дружиною. Над могилою встановлено надгробок — його робота «Автопортрет з дружиною».

## Творчість

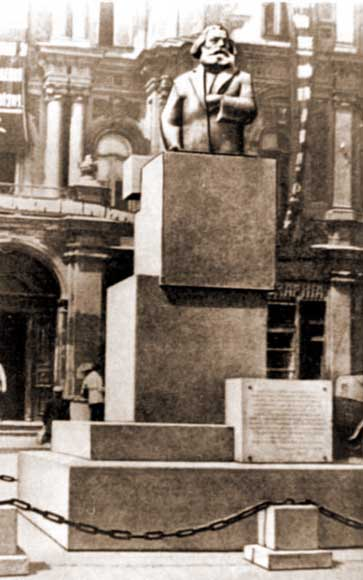
пам'ятник К. Марксу

Працював в галузі станкової та монументальної скульптури. Твори:
- пам'ятники — К. Лібкнехту (гіпс, 1919) і К. Марксу (бронза, цемент, 1922) в Києві (не збереглися);
- композиції — «Ленін-оратор» (гіпс, 1924), «Парашутист» (бронза, 1932, Третьяковська галерея), «Футболісти» (бронза, 1938, Третьяковська галерея), «Наука» (гіпс, 1961), «Покинута» (гіпс, 1966), «Хокеїсти» (гіпс, 1970);
- пропілеї перед входом в радянський павільйон на Всесвітній виставці 1937 року в Парижі;
- фігури для головного фонтана на ВДНГ (бронза, 1952);
- портрети — «Чоловічий портрет» (1912), Т. Шевченка (гіпс, 1930), художника В. Фаворського (дерево, 1930, Третьяковська галерея), В. Маяковського (1940), двічі Героя Радянського Союзу Д. Глінки (бронза, 1944, Київський музей російського мистецтва), академіка Л. Ландау (бронза, 1970), А. Хачатуряна (1972).